# اتحادیه تسالی

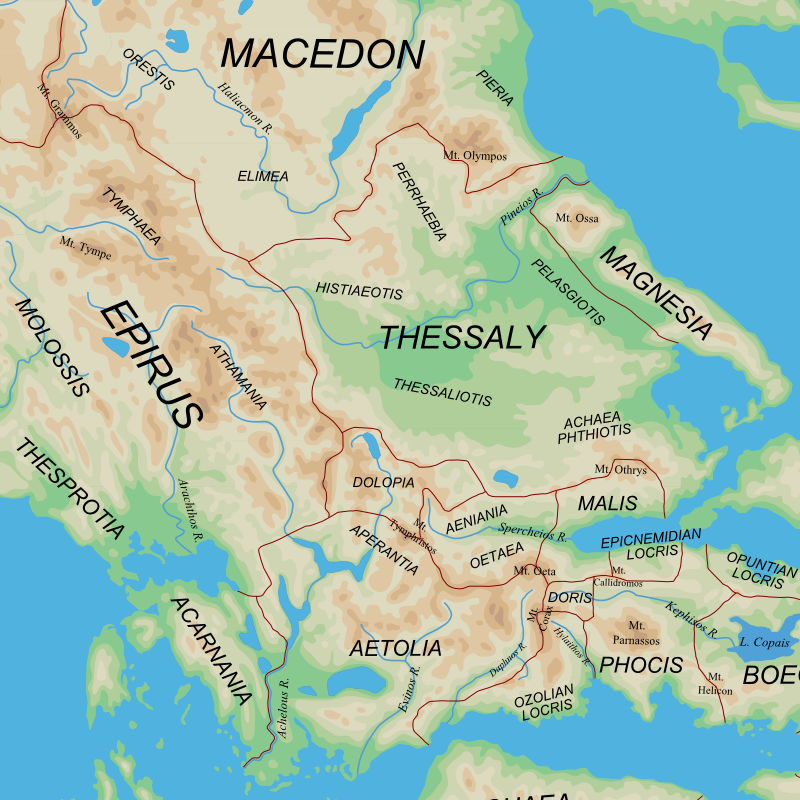
نقشهٔ نواحی شمالی و غربی یونان باستان.

اتحادیه تسالی (به یونانی: Κοινὸν τοῦν Πετθαλοῦν) یک کوینون (یونانی: Κοινόν) یا کنفدراسیونی متشکل از دولت‌شهرها و قبائل تسالی باستان بود. مقر اصلی اتحادیهٔ تسالی در شهر لاریسا در سرزمین یونان واقع شده‌بود.

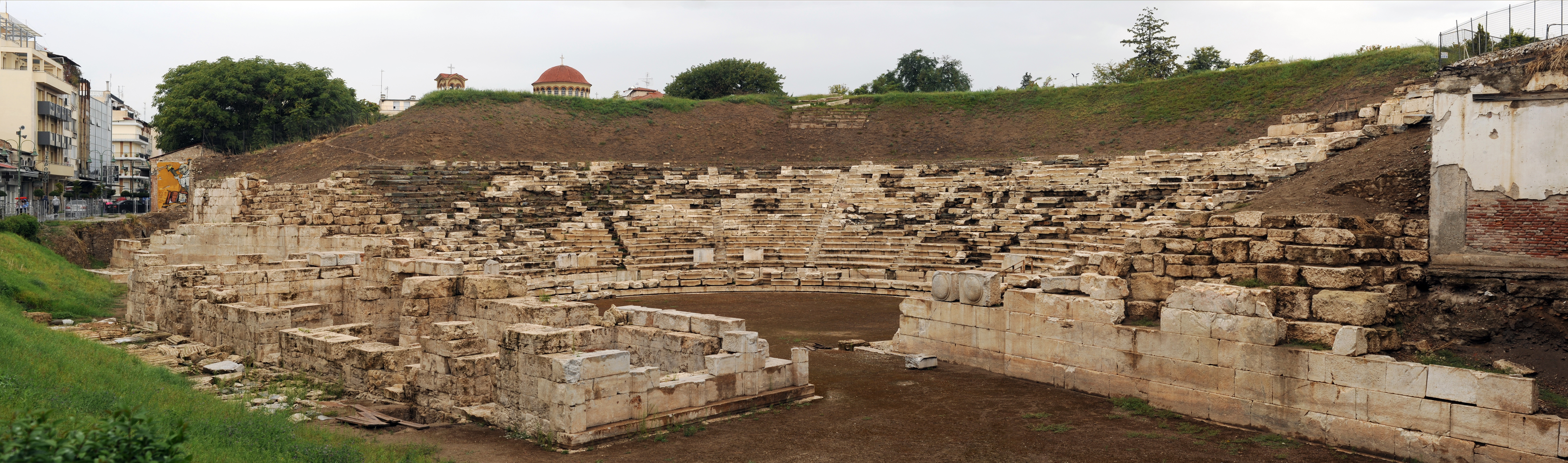
تئاتر باستانی لاریسا، در تسالی یونان.

در رأس این اتحادیه، رهبر یا رئیس‌جمهور آن قرار داشت که توسط جمهور اعضاء انتخاب می‌شد. فیلیپ دوم مقدونیه و فرزند او اسکندر بزرگ، به این مقام برگزیده شدند.